# Ramier (géographie)
Pour les articles homonymes, voir Ramier.
Un ramier, dans la région toulousaine, désigne un espace naturel en bord de rivière, une étendue naturelle développée sur des zones d'alluvions. Les ramiers pouvaient être exploités pour le bois de chauffage ou le pâturage d’été. Cette dénomination est utilisée sur les bords de Garonne et de l'Ariège.
Dans les villes et villages bordant les rivières, le ramier est souvent aménagé en espaces publics ombragés pour l'agrément des riverains,,, comme à Toulouse, l'île du Ramier.